# Campeonato de Primera Fuerza de la FMF 1924-25
La Temporada 1924-25 fue la edición III del campeonato de liga de la Primera Fuerza del fútbol mexicano, luego de la fusión de la Liga Mexicana con la Liga Nacional, y la consecuente fundación de la Federación Mexicana de Fútbol en 1922; Comenzó el 9 de noviembre y finalizó el 15 de marzo. El Club América consiguió su primer título de liga en la historia, al concretar la primera temporada invicta de la nueva era, y la primera en un torneo donde se hayan disputado más de 10 encuentros por equipo. La solvencia de su desempeño estadístico le permitió coronarse con un triunfo por 1-0 ante Asturias, dos jornadas antes del final de la campaña, el 1 de marzo de 1925. También tuvo un valor significativo, el hecho de ser el primer equipo integrado en su mayoría por mexicanos, en conseguir el campeonato (incluyendo los de la antigua Liga Mexicana).

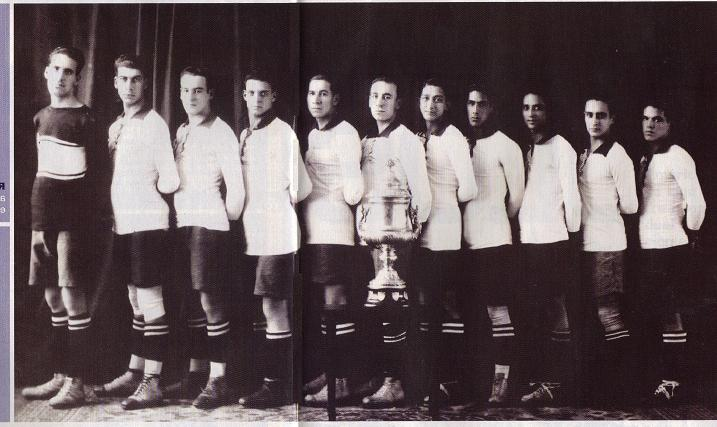
Plantel del Club América que consiguió el Campeonato de Liga.

## Sistema de competencia
Los siete participantes disputan el campeonato bajo un sistema de liga, es decir, todos contra todos a visita recíproca; con un criterio de puntuación que otorga dos unidades por victoria, una por empate y cero por derrota. El campeón sería el club que al finalizar el torneo haya obtenido la mayor cantidad de puntos, y por ende se ubique en el primer lugar de la clasificación. 
En caso de concluir el certamen con dos equipos empatados en el primer lugar, se procedería a un partido de desempate entre ambos conjuntos; de terminar en empate dicho duelo, se realizará uno extra, y de persistir la igualdad en este, se alargaría a la disputa de dos tiempos extras de 30 minutos cada uno, y posteriormente a un nuevo encuentro hasta que se produjera un ganador.
En caso de que el empate en el primer lugar fuese entre más de dos equipos, se realizaría una ronda de partidos entre los involucrados, con los mismos criterios de puntuación, declarando campeón a quien liderada esta fase al final.
Para el resto de las posiciones que no estaban involucradas con la disputa del título, su ubicación, en caso de empate, se definía por medio del criterio de gol average o promedio de goles, y se calculaba dividiendo el número de goles anotados entre los recibidos.

## Tabla de posiciones
|    | Equipos  | PJ | G  | E | P | GF | GC | Dif. | Pts. |
| -- | -------- | -- | -- | - | - | -- | -- | ---- | ---- |
| 1. | América  | 12 | 10 | 2 | 0 | 22 | 4  | 18   | 22   |
| 2. | Necaxa   | 12 | 6  | 2 | 4 | 13 | 13 | 0    | 14   |
| 3. | España   | 12 | 6  | 1 | 5 | 16 | 10 | 6    | 13   |
| 4. | Asturias | 12 | 4  | 3 | 5 | 10 | 9  | 1    | 11   |
| 5. | Aurrerá  | 12 | 3  | 3 | 6 | 13 | 14 | -1   | 9    |
| 6. | México   | 12 | 3  | 3 | 6 | 10 | 23 | -13  | 9    |
| 7. | Germania | 12 | 2  | 2 | 8 | 8  | 15 | -7   | 6    |